# 海洲水道
海洲水道，位于中华人民共和国广东省佛山市顺德区、江门市蓬江区和中山市境内，起点位于佛山顺德均安镇菱溪村太平圩，与江门水道和西江干流入海水道相通，水道大致呈弧形，向南至中山市古镇镇的雁沙围汇入西海水道。向西至江门市荷塘镇並於潮连汇入江门水道。河长8.2千米，河宽200～350米。